# Citius, altius, fortius

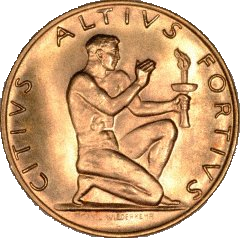
Olympische Medaille von 1948

Der lateinische Wahlspruch Citius, altius, fortius (deutsch: Schneller, höher, stärker, im allgemeinen Sprachgebrauch mit Schneller, höher, weiter übersetzt), ist das traditionelle, 1894 von Michel Bréal im Rahmen des Ersten Olympischen Kongresses vorgeschlagene Motto der Olympischen Spiele.
Am 20. Juli 2021 beschloss das Internationale Olympische Komitee auf Vorschlag seines Präsidenten Thomas Bach bei seiner 138. Session in Tokio die neue Formulierung citius, altius, fortius – communiter (deutsch: schneller, höher, stärker – gemeinsam).

## Entstehung
Der Begründer der Olympischen Spiele der Neuzeit, Baron Pierre de Coubertin, griff mit der Devise eine Idee des französischen Dominikanerpaters Henri Didon auf. Dieser hatte sie ursprünglich auf einem Schulsportfest in Arcueil verwendet, bei dem Coubertin Wettkampfleiter gewesen war. Auf der Schlusssitzung des Gründungskongresses des IOC im Jahr 1894 schlug ein enger Vertraute Coubertins, der direkt neben ihm sitzende Sprachwissenschaftler und Altphilologe Michel Bréal, diese drei Wörter als Wahlspruch vor. Im Bulletin hieß es:

Herr Bréal beendete [seine Tischrede] indem er mit beredten Worten die berühmte Sportdevise, formuliert durch Pater Didon und vom Kongreß angenommen, interpretierte; citius, fortius, altius: schneller, stärker, weiter.

Offiziell wurde die Devise erstmals während der Olympischen Sommerspiele 1924 in Paris verwendet.

## IOC-Satzung

Olympische Ringe

In der IOC-Satzung von 1949 taucht die Devise zum ersten Mal offiziell auf. Im Artikel steht:

Die olympische Fahne auf weißem Grund ohne Rand hat in der Mitte die ineinander verschlungenen fünf Ringe: blau, gelb, schwarz, grün, rot. Der blaue Ring ist oben links und am nächsten zum Fahnenmast. Das bei den Spielen von Antwerpen (1920) gebrauchte Modell ist das offizielle. Diese Ringe und die Devise „Citius, Altius, Fortius“ konstituieren das olympische Emblem. Dieses Emblem ist exklusives Eigentum des IOC. Sein Gebrauch für kommerzielle Zwecke ist strikt untersagt.

## „Dabei sein ist alles“
Wenn heute vom olympischen Motto oder dem olympischen Gedanken die Rede ist, ist oft „dabei sein ist alles“ gemeint. Diese Aussage ist ein Gegensatz des klassischen Mottos. Dieses stellte den Wettbewerb und den Siegeswillen in den Vordergrund, während dabei sein ist alles die Olympischen Spiele als Fest des Sports und somit das Ereignis selbst betont.
Dabei wurde diese Aussage so nie getroffen, vielmehr sagte Pierre de Coubertin anlässlich des Streits zwischen britischen und amerikanischen Sprintern über den Sieg im 400-Meter-Lauf 1908:
The important thing in the olympic Games is not winning but taking part, for the essential thing in life is not conquering but fighting well. (deutsch: Das Wichtige an den Olympischen Spielen ist nicht zu siegen, sondern daran teilzunehmen; ebenso wie es im Leben unerlässlich ist, nicht zu besiegen, sondern sein Bestes zu geben.)
Dabei zitierte er Bischof Ethelbert Talbot, der diesen Satz zuerst gesagt hatte.